# Nolina cismontana
Nolina cismontana es una especie de planta con rizoma perteneciente a la familia de las asparagáceas. Es originaria de  Norteamérica.

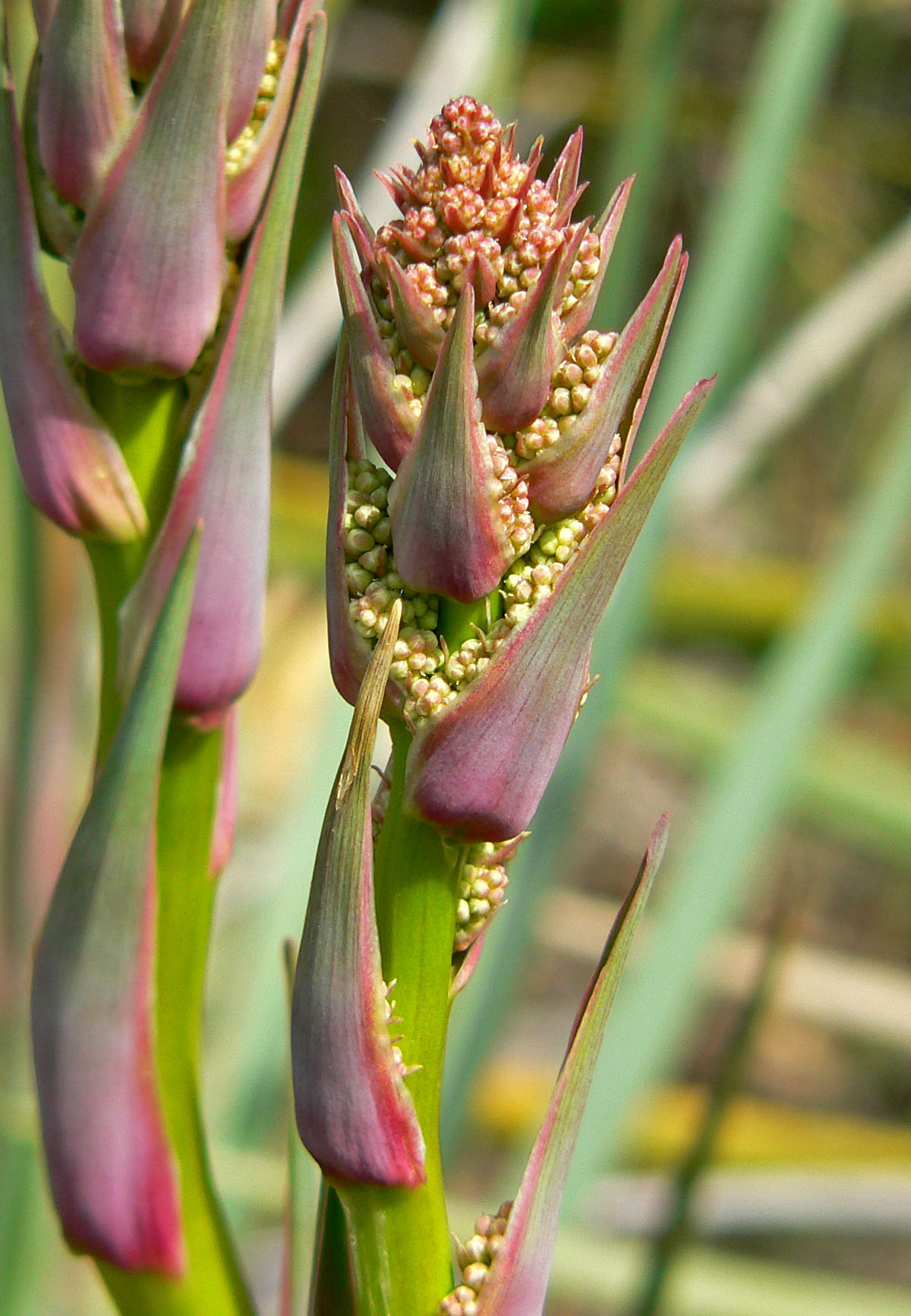
Detalle de la planta

## Descripción
Es una planta caulescente con rosetas leñosas, caudex ramificado que forma pequeñas colonias. Los tallos de 3 dm, en ocasiones hasta 15 dm. Tiene 30-90 hojas por roseta, la hoja con forma de alambre, en posición vertical, o laxa, de 50-140 cm x 12-30 mm, a veces glaucas. El escapo de 4-15 dm, 14-35 mm de diámetro. en la base. Las inflorescencias paniculadas compuestas, de 9-18 dm × 10-40 cm, brácteas persistentes, visibles. Los frutos en forma de cápsulas de paredes delgadas,  con muesca basal y apical. Semillas de color marrón rojizo, ovoides.

## Distribución y hábitat
La floración es temprana - a mediados de primavera, en laderas rocosas en el chaparral seco de las montañas costeras a una altitud de 200 - 1300 metros en California.

## Taxonomía
Nolina cismontana fue descrita por James C. Dice y publicado en Novon 5(2): 162–163, en el año 1995.
Etimología
Nolina: nombre genérico otorgado en honor del botánico francés  Abbé P. C. Nolin, coautor del trabajo publicado 1755 Essai sur l'agricultura moderne.
cismontana: epíteto latíno